# Tamil Nadu
Tamil Nadu (tamilski: தமிழ்நாடு) je savezna država Indije s površinom od 130.058 km² i 62.110.839 stanovnika (po stanju iz 1. siječnja 2001. godine). Najjužnija točka Indijskog poluotoka nalazi se u Tamil Nadu. Na samom je jugu Indije i graniči se s Keralaom, Karnatakaom, Pondišerijem i Andra Pradešom. Istočno je Bengalski zaljev. Sa Šri Lankom, koja ima značajnu tamilsku manjinu, graniči se na moru. Po industrijalizaciji je druga država Indije, a ima i najviše urbanog stanovništva. Za razliku od ostalih dijelova Indije Tamil Nadu najviše kiše dobiva od sjeveroistočnog monsuna koji traju od listopada do prosinca. Chennai je glavni grad ove savezne države te je do 1996. godine bio poznat po nazivu Madras. Četvrti je grad po veličini u Indiji, a u njemu se također nalazi najveća plaža na svijetu. 

## Stanovništvo
Tamil Nadu ima površinu od 130.058 km² i 62.110.839 stanovnika.  Službeni jezik u Tamil Naduu je tamilski, a govore se i drugi jezici, kao što su urdu i engleski. 88,1% stanovnika je hinduističke religije, zatim slijede kršćani (6,1%) te muslimani (5,6%) i ostali (0,2%). Prema popisima, muškaraca je 31,400,909, a žena je 31,004,770.

## Povijest
Arheološki nalazi potvrđuju da je područje Tamil Nadua bilo naseljeno još od predpovijesnog vremena. Tri čuvene dinastije su vladale područjem: Čera, Čola i Pandija. Rane Čole su vladale od 1. do 4. stoljeća poslije Krista. Najčuveniji kralj toga perioda je Karikala Čola, koji je proširio Čola teritorije do Kančipurama. Na vrhuncu moći Čola kraljevi su raširili utjecaj i na Šri Lanku i stotine kilometara preko sjeverne granice. Oko 3. stoljeća poslije Krista Čole su gubile moć. Kalabrasi su izvršili invaziju i pobijedili su tamilsko kraljevstvo i poslije toga su vladali tri stoljeća. Njih pobjeđuju u 6. stoljeću Palavasi na sjeveru i Pandije na jugu. Oko 580. Palavasi se počinju istjecati i vladaju jugom 150 godina. Oni su bili veliki graditelji hramova. Vladali su velikim dijelom Tamil Nadua i Kančipurama kao svojom bazom. Dravidska arhitektura dolazi do izražaja tijekom toga perioda.
Čola kraljevi ponovno dolaze do izražaja tijekom 9. stoljeća. Radžaradža Čola i njegov sin Radžendra Čola postaju značajna sila Azije. Čola carstvo se raširilo do Bengala. Radžaradža Čola je zauzeo južnu Indiju, dijelove Šri Lanke, obalni dio Burme (današnjeg Mianmara), Andamane, Nikobare, Lakadive, Sumatru, Javu, Malaj i otoke Pegu. Pobijedio je Mahipalu, kralja Bengala i da proslavi pobjedu, gradi novu prijestolnicu. Vojska Čola carstva je dobivala danak i od Tajlanda i Kambodže, a gradili su veličanstvene hramove.
Brihadesvarar hram je klasičan primjer veličanstvene arhitekture Čola carstva. Drugi primjer je Čidambaram hram u srcu grada hramova Čindambarama. Oko 13. stoljeća opadala je moć Čola carstva. Ponovo se uzdižu Pandije u ranom 14. stoljeću. To je kratko trajalo, jer su ih pokorili muslimanski Kildži osvajači. 1316. godine Maduraj je bio osvojen, a invazijska vojska osniva Maduraj sultanat. Te muslimanske invazije su izazvale osnivanje Vidžajanagara carstva na Dekanu. To carstvo je oko 1370. zauzelo Tamil Nadu. Kada je opala moć Vidžajanagara carstva u 16. stoljeću, njihovi guverneri, koje su oni postavili, Najak guverneri, počeli su proglašavati nezavisnost. Najak od Maduraja i najak od Tandžavura su bili najmoćniji i rekonstruirali su neke od najstarijih hramova. Oko 1609. Nizozemci su uspostavili bazu u Pulikatu. Britanska istočnoindijska kompanija je 1639. osnovala naselje u današnjem Chennaju, tj. Madrasu. Britanci su koristili male svađe među lokalnim vladarima i širili su svoju sferu. Britanci su ratovali i sveli su francuske dominione u Indiji samo na Pondišeri. Svoju vlast u južnoj Indiji konsolidirali su Madraskim Predsjedništvom. Kada je Indija postala nezavisna 1947., to postaje Madraska država, koja je sadržavala današnji Tamil Nadu, obalni Andra Pradeš, sjevernu Karnataku i dijelove Kerale. Kasnije je to 1968. podijeljeno po jezičnim linijama, tako da je osnovana država Tamil Nadu.

## Ekonomija
Tamil Nadu sadrži 90% indijskih rezervi lignita i 45% magnezita. Po industrijalizaciji je druga država Indije, a ima i najviše urbanog stanovništva. Treća je po direktnim stranim investicijama. Mnogo stranih automobilskih tvrtki (Ford, Caterpilar, Hiundai, BMV, Michubishi) ima svoje tvrtke u Chennaju, a proizvode se automobili, traktori, tenkovi itd. Mnogo stranih elektronskih kompanija ima svoje tvrtke u Chennaju (Nokia, Motorola i Del) te se proizvode mobilni telefoni. Ericsson ima istraživački centar u Chennaju. Tamil Nadu je najveći proizvođač cementa u Indiji. Grad Tripur u Tamil Nadu je najveći izvoznik tekstila u Indiji. Ponekad se naziva i tekstilna dolina Indije. Izvoz tekstila iz toga grada je u 2004. dostigao 1,1 milijardu $. Izvoz tekstila iz grada Karura je 300 milijuna $. Chennai je drugi najveći izvoznik softvera u Indiji. Izvoz softvera iz Tamila Nadua iznosi 2,4 milijarde $ tijekom 2004. – 2005. godine. Taj grad postaje najvažniji centar za outsource-ing financijskih, zdravstvenih i drugih usluga za multinacionalne tvrtke.